# Paverama
Paverama is een gemeente in de Braziliaanse deelstaat Rio Grande do Sul. De gemeente telt 7.841 inwoners (schatting 2009).

## Aangrenzende gemeenten
De gemeente grenst aan Brochier, Fazenda Vilanova, Montenegro, Tabaí, Taquari, Teutônia en Triunfo.